# Georges Cochery
Pour les articles homonymes, voir Cochery.
Georges Cochery est un homme politique français né le 20 mars 1855 à Paris et mort dans le 8e arrondissement de Paris le 8 août 1914. Il est le fils de Louis-Adolphe Cochery, avocat et homme politique, et de Victorine Félicité Marcus.

## Biographie

### Jeunesse et études
Georges Cochery étudie à l'École Polytechnique (promotion 1875), ainsi qu'à l'École libre des sciences politiques.

### Parcours professionnel
Georges Cochery est brièvement officier d'artillerie (de 1875 à 1877). Il devient ensuite chef de cabinet de son père, au sous-secrétariat d'État aux finances, puis au ministère des postes et télégraphes jusqu'en 1885.
Il est député du Loiret (circonscription de Pithiviers) de 1885 à 1914 et succède à son père à la présidence du Conseil général du Loiret de 1900 à 1912 puis de 1913 à sa mort.
En 1896, il est élu président de la commission des finances de l'Assemblée nationale.
Il exerce la fonction de ministre des Finances à deux reprises : du 29 avril 1896 au 28 juin 1898 dans le gouvernement Jules Méline puis du 24 juillet 1909 au 3 novembre 1910 dans le premier gouvernement Aristide Briand.
Il habite une partie de sa vie dans un hôtel particulier situé 38 avenue d'Iéna à Paris. Il a épousé Gabrielle Hortense Marie Hunebelle, une nièce de Jules Hunebelle, maire de Clamart.
Il meurt à son domicile le 8 août 1914.
Il est enterré au Cimetière de Montmartre division 22 dans la chapelle funéraire de la famille Hunebelle Lambert.

## Distinctions
- 1881 : Chevalier de la Légion d'honneur